# Municipio de Sugar Grove (Iowa)
El municipio de Sugar Grove (en inglés: Sugar Grove Township) es un municipio ubicado en el condado de Dallas en el estado estadounidense de Iowa. En el año 2010 tenía una población de 927 habitantes y una densidad poblacional de 9,69 personas por km².

## Geografía
El municipio de Sugar Grove se encuentra ubicado en las coordenadas 41°43′55″N 93°58′47″O / 41.73194, -93.97972. Según la Oficina del Censo de los Estados Unidos, el municipio tiene una superficie total de 95.71 km², de la cual 95.49 km² corresponden a tierra firme y (0.23%) 0.22 km² es agua.

## Demografía
Según el censo de 2010, había 927 personas residiendo en el municipio de Sugar Grove. La densidad de población era de 9,69 hab./km². De los 927 habitantes, el municipio de Sugar Grove estaba compuesto por el 97.63% blancos, el 0.43% eran afroamericanos, el 0.32% eran amerindios, el 0.11% eran asiáticos, el 0.22% eran isleños del Pacífico, el 0.97% eran de otras razas y el 0.32% pertenecían a dos o más razas. Del total de la población el 1.94% eran hispanos o latinos de cualquier raza.